# ريغي ويلكس
ريغي ويلكس (بالإنجليزية: Reggie Wilkes)‏ هو لاعب كرة قدم أمريكية أمريكي، ولد في 27 مايو 1956 في باين بلاف في الولايات المتحدة.

## وصلات خارجية
- ريغي ويلكس على موقع مرجع كرة القدم المحترفة.كوم (الإنجليزية)
- ريغي ويلكس على موقع قاعة جورجيا للمشاهير الرياضية (مؤرشف) (الإنجليزية)